# Thorben Sandmeier
Thorben Sandmeier (* 28. August 1992) ist ein deutscher Volleyballspieler.
Er begann seine Karriere bei der TS Durlach, spielte seit 2012 in der 2. Bundesliga zunächst beim TuS Durmersheim und seit der Übernahme des Spielrechts 2015 beim SSC Karlsruhe. Thorben Sandmeier stieg mit den Baden Volleys als Meister der Spielzeit 2022/23 in die 1. Bundesliga auf. Nach der Saison 2023/24 verabschiedete sich Thorben Sandmeier in die zweite Mannschaft.